# معماری حافظه چند کاناله
در زمینه سخت افزار کامپیوتر و الکترونیک دیجیتال معماری حافظه چند کاناله نام فناوری ای است که امکان افزایش نرخ انتقال داده بین حافظه های DRAM و کنترل کننده های حافظه را با اضافه کردن چند کانال ارتباطی بیشتر بین آنها فراهم می‌کند. از لحاظ تئوری نرخ داده را چندین برابر تعداد کانال های موجود می‌کند.
حافظه های dual_channel از دو کانال استفاده می‌کنند. این روش به دهه 1960 که در IBM System/360 Model 91 و CDC 6600 مورد استفاده قرار گرفته بازمی‌گردد.
دسکتاپ های پیشرفته مدرن و پردازنده های workstation مثل سری های AMD Ryzen Threadripper و Intel Core i9 Extreme Edition از حافظه های 4 کاناله پشتیبانی می‌کنند.
پردازنده های سرور از سری AMD Epyc و پلتفرم های Intel Xeon از پهنای باند حافظه که از ماژول های 4 کاناله شروع شده، تا ماژول های 8 کاناله را پشتیبانی می‌کنند. 
در March 2010 شرکت AMD پردازنده های Socket G34 و سری Magny-Cours Opteron 6100 را با پشتیبانی از حافظه 4 کاناله عرضه کرد.
در سال 2016 شرکت اینتل چیپست هایی را با پشتیبانی از حافظه 4 کاناله برای پلتفرم LGA771 و کمی بعد در سال 2011 برای پلتفرم LGA2011 عرضه کرد.
چیپست های میکرو‌کامپیوتری با تعداد کانال های بیشتری طراحی شد. به طور مثال چیپستی که در (AlphaStation 600 (1995 وجود دارد تا 8 کانال حافظه را پشتیبانی می‌کند. اما صفحه های پشتی دستگاه عملیات ها را به 4 کانال محدود کردند.

## معماری 2-کاناله
کنترل کننده های حافظه دو کاناله در معماری سیستم های کامپیوتر شخصی (PC)، از دو کانال انتقال داده 64 بیتی استفاده می‌کنند.

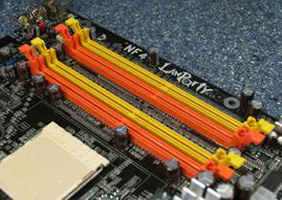

دو کاناله را نباید با نرخ دو برابری داده (double data rate) اشتباه گرفت، که در آن دو برابر تبادل داده در هر کلاک انجام می‌شود.
این دو فنآوری مستقل از یکدیگر هستند و بسیاری از مادر‌برد ها از حافظه DDR با پیکربندی دو کاناله استفاده می‌کنند.

### عملکرد
معماری دو کاناله نیازمند مادر‌برد های دو کاناله و تعداد دو یا بیشتر از ماژول های حافظه ای (DDR، DDR2 ،DDR3، DDR4 و یا DDR5 ) می‌باشد.
ماژول های حافظه که در محل منطبق نصب می‌شوند، هرکدام متعلق به یک کانال متفاوت هستند.
دفترچه راهنمای مادربرد توضیحی درباره چگونگی نصب آنها در محل مشخص را فراهم می‌کند. 
معمولا ممکن است یک جفت ماژول مشابه در اولین محل هر کانال و یک جفت ماژول با ظرفیت های متفاوت در محل دوم قرار بگیرند. ماژول هایی که میزان سرعت متفاوت دارند می‌توانند در حالت دو کاناله اجرا شوند.
اگرچه مادر‌برد ها بعدا میتواند تمام ماژول های حافظه را با کمترین سرعت ماژول ، اجرا کنند.
معماری دو کاناله فنآوری است که توسط سازنده های مادربرد در مادربرد ها پیاده سازی شده و برای ماژول های حافظه اعمال نمی‌شود.از نظر تئوری هر جفت ماژول حافظه ممکن است به شکل یک یا چند کاناله مورد استفاده قرار بگیرند اما نیازمند پشتیبانی مادر‌برد هستند.

### کارایی
از نظر تئوری پیکربندی دو کاناله پهنای باند را در مقیاسه با تک کاناله دو برابر می‌کند. این موضوع نباید با حافظه های دو نرخی (DDR) که استفاده از گذرگاه مشترک را با انتقال داده ها در سیگنال های بالا و پایین ساعت دو برابر می‌کند، اشتباه گرفته شود.
Benchmark که توسط TweekTown با استفاده از SiSoftware Sandra دریافت شده حدود 70 درصد افزایش عملکرد حافظه چهار کاناله را نسبت به پیکربندی دو کاناله اندازه گیری کرده است.
آزمایش های دیگری که توسط TweekTown در موضوع مشابه انجام شده، تفاوت قابل توجهی در عملکرد نشان ندادند و به این نتیجه رسیدند که همه نرم افزار های Benchmark نمی‌توانند از موازی سازی افزایش یافته توسط پیکربندی های حافظه چند کاناله بهره‌ مند شوند.

## معماری 3-کاناله

### عمکرد
معماری DDR3 سه کاناله در سری Intel Core i7-900 series (پردازنده های سری Intel Core i7-800 تا دو کانال را پشتیبانی می‌کنند) ،مورد استفاده قرار گرفت.
پلتفرم LGA 1366 از DDR3 سه کاناله که معمولا فرکانس 1333 و 1600 مگاهرتز دارد و در مادربرد های خاص میتواند با سرعت کلاک بالاتری اجرا شود، پشتیبانی کند.

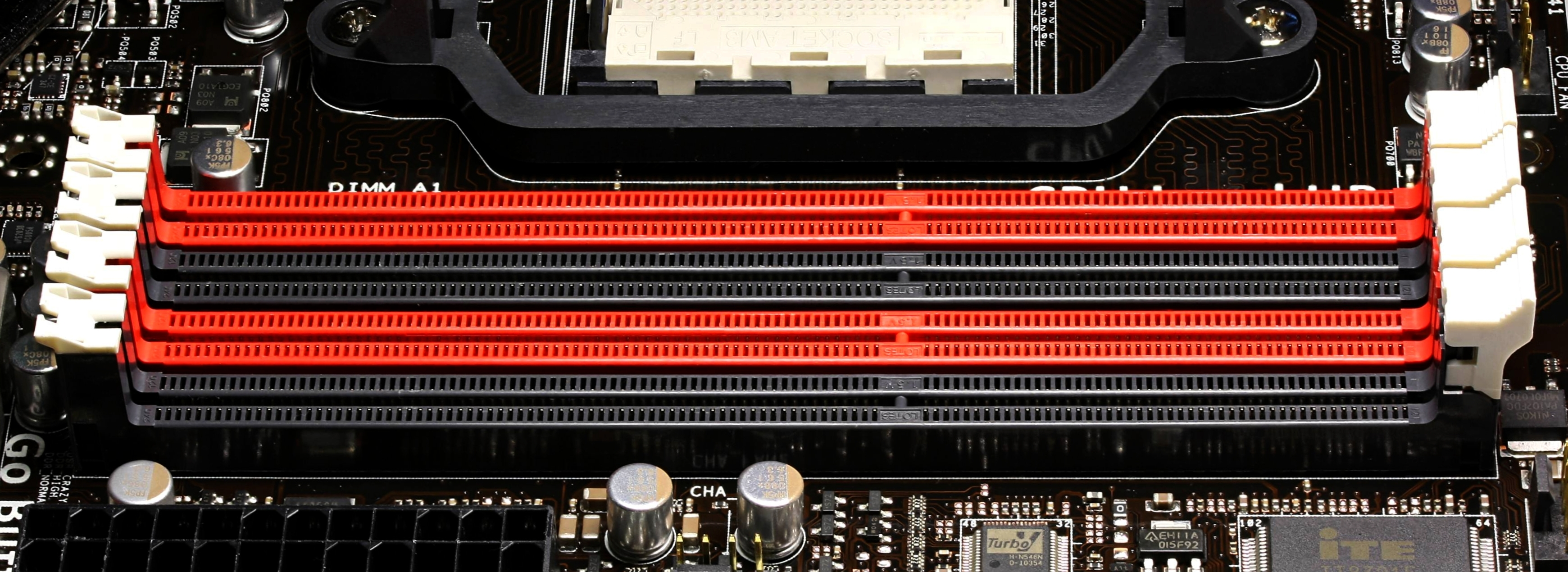

پردازنده های AMD Socket AM3، به جای DDR3 با معماری سه کاناله از DDR3 استفاده می‌کنند.همین امر در پردازنده های سری Intel Core i3 ،Core i5، Corei7-800 که در پلتفرم LGA 1156 استفاده می‌شود ، صدق می‌ کند.
به گفته اینتل ، یک Corei7 با DDR3 که در فرکانس 1066 مگاهرتز کار می‌کند، حداکثر سرعت انتقال داده 26.5 گیگابایت بر ثانیه را هنگام کار در حالت سه کاناله را فراهم میکند. اینتل ادعا میکند که این امر منجر به عملکرد سریعتر سیستم و همچنین عملکرد بالاتر در هر وات می‌شود.
هنگام کار در حالت سه کاناله تاخیر حافظه کاهش می یابد، به این معنی که هر ماژول به شکل متوالی برای بیت داده های کوچکتر به جای پر کردن کامل یک ماژول، پیش از ماژول بعدی در دسترس است.
داده ها بین ماژول ها در یک الگوی متناوب پخش و به طور بالقوه پهنای باند حافظه موجود به جای ذخیره کردن همه آن در یک ماژول، سه برابر می‌شود.
این معماری تنها زمانی استفاده می‌شود که هر سه یا تعدادی از سه ماژول حافظه از نظر سرعت و ظرفیت مشخص باشند و در شیار های سه کاناله قرار میگیرند.
هنگامی که دو ماژول حافظه نصب شده باشد، معماری آن در حالت دو کاناله عمل خواهد کرد.

## معماری 4-کاناله
حافظه چهار کاناله در سال 2010 روی پلتفرم با پردازنده Intel's Nehalem-EX LGA 1567 با نام Beckton عرضه و در اواخر سال 2011 توسط Sandy Bridge-E با خط تولید بالا معرفی شد.
DDR4 جایگزین DDR3 در پلتفرم Intel X99 LGA 2011 با نام مستعار Haswell-E شد و همچنین در پلتفرم AMD's Threadripper استفاده می‌شود.
معماری چهار کاناله DDR3 درپلتفرم AMD G34 استفاده شده است. پردازنده های AMD برای پلتفرم C32 و پردازنده های Intel برای پلتفرم LGA 1155 به جای آن از حافظه DDR3 دو کاناله استفاده می کنند.
این معماری تنها زمانی استفاده می شود که چهار ماژول حافظه از لحاظ سرعت و ظرفیت مشخص باشند و در شیار های چهار کاناله قرار میگیرند.
هنگامی که دو ماژول حافظه نصب شده باشد، معماری درحالت دو کاناله عمل میکند و هنگامی که سه ماژول نصب شده باشد در حالت سه کاناله عمل میکند.